# SIC International
SIC Internacional és un canal de televisió generalista privat, versió internacional de la Sociedade Independente de Comunicação (SIC), que inicià les seves emissions el 17 de setembre de 1997, amb l'objectiu d'arribar a tota la diàspora portuguesa escampada pel món, així com als països de llengua portuguesa. Així doncs, la seva programació és de caràcter generalista, tot i donar més importància als partits de la Súper Lliga. El canal es pot veure per satèl·lit al Canadà, Estats Units, Brasil, Angola, Moçambic, Àfrica del Sud, França, Andorra, Luxemburg, Suïssa i Austràlia.
SIC Internacional neix amb l'objectiu d'apropar la realitat de Portugal als portuguesos escampats pel món des d'un altre punt de vista, ja que fins avui dia, l'únic canal Internacional de Portugal era la televisió pública RTPI (Ràdio i Televisió Portuguesa Internacional). D'aquesta manera SIC omple la seva part de contracte feta amb l'estat portuguès.
En efecte, l'any 1990 el Govern de Cavaco Silva va impulsar un pla de liberalització dels mitjans de comunicació portuguesos, de forma a poder acabar, de certa manera, amb el monopoli fins llavors existent per part de la televisió pública RTP (Ràdio i Televisió Portuguesa).
D'aquest pla va néixer la voluntat de diversificar el panorama televisiu donant llibertat a empreses privades de muntar els seus propis canals de televisió. Deu anys després d'aquest incentiu neix SIC Internacional.

SIC Internacional - Cobertura global
Portugal
SIC International
SIC International Africa